# Notolomatia melanura
Notolomatia melanura är en tvåvingeart som först beskrevs av Jacques-Marie-Frangile Bigot 1892.  Notolomatia melanura ingår i släktet Notolomatia och familjen svävflugor. Inga underarter finns listade i Catalogue of Life.